# Deltona
Deltona é uma cidade localizada no estado americano da Flórida, no condado de Volusia. Foi fundada em abril de 1963 e incorporada em 31 de dezembro de 1995.

## Geografia
De acordo com o United States Census Bureau, a cidade tem uma área de 106,4 km², onde 97,2 km² estão cobertos por terra e 9,2 km² por água.

### Localidades na vizinhança
O diagrama seguinte representa as localidades num raio de 16 km ao redor de Deltona.

## Demografia
Segundo o censo nacional de 2010, a sua população é de 85 182 habitantes e sua densidade populacional é de 876,3 hab/km². É a localidade mais populosa do condado de Volusia. Possui 34 089 residências, que resulta em uma densidade de 350,7 residências/km².

## Geminações
- Sanford, Flórida, Estados Unidos[4]